# 야마지 오사무
야마지 오사무(일본어: 山路 修, 1929년 8월 31일 ~ 2021년 1월 26일)는 일본의 전 축구 선수이다.

## 국가대표팀 경력
그는 1954년 FIFA 월드컵 예선에 참가할 일본 국가대표팀에 발탁되었으며, 3월 7일 대한민국와의 경기에서 데뷔했다.

## 통계
| 일본 | 일본 | 일본 |
| 연도 | 출전 | 득점 |
| ---- | ---- | ---- |
| 1954 | 1    | 0    |
| 통산 | 1    | 0    |